# Toshio Haneda
Toshio Haneda (羽根田利夫?; settembre  1910 – 1992) è stato un astronomo amatoriale giapponese.
Haneda risiedeva a Minamisōma nella Prefettura di Fukushima e si occupava in particolare di ricerca di comete. Nel 1978, con l'astrofilo portoghese José Alberto da Silva Campos, ha scoperto la cometa perduta D/1978 R1 Haneda-Campos. 
Gli è stato dedicato l'asteroide 23504 Haneda .